# Omar Rekik
Omar Rekik (Helmond, 20 december 2001) is een Tunesisch-Nederlands voetballer die doorgaans speelt als centrale verdediger. In januari 2025 tekende hij voor NK Maribor. Rekik maakte in 2021 zijn debuut in het Tunesisch voetbalelftal. Zijn broer Karim is ook profvoetballer.

## Clubcarrière
Rekik speelde in de jeugd van Feyenoord, Manchester City, PSV, Olympique Marseille en Hertha BSC, telkens clubs waar zijn broer Karim speelde. In 2020 scheidden de wegen van de broers. Karim vertrok naar Sevilla en Omar bleef bij Hertha. Een halfjaar later verkaste hij alsnog, maar dan naar Arsenal.
In de zomer van 2022 werd Rekik voor een seizoen verhuurd aan Sparta Rotterdam. Zijn professionele debuut maakte hij op de eerste speeldag van het Eredivisieseizoen 2022/23. Tijdens de seizoensopener tegen sc Heerenveen liet coach Maurice Steijn de verdediger op de reservebank beginnen. Hij mocht twaalf minuten voor tijd invallen voor Tobias Lauritsen. Er werd niet gescoord tijdens het duel: 0–0. In de eerste seizoenshelft speelde Rekik zes competitiewedstrijden voor Sparta, waarna hij in de winterstop terugkeerde naar Arsenal.
Daarop besloot Arsenal hem opnieuw te verhuren, nu aan Wigan Athletic. In juli keerde hij terug naar Arsenal, waarna Wigan hem in september opnieuw huurde, nu voor een half seizoen. In februari 2024 huurde Servette hem tot het einde van het seizoen. Door een 'administratieve fout' werd Rekik echter niet ingeschreven en zodoende kon hij niet in actie komen voor Servette. Na zijn terugkeer bij Arsenal besloot hij zijn contract te laten ontbinden. Rekik tekende vervolgens in januari 2025 voor NK Maribor.

## Clubstatistieken
| Seizoen | Club               | Competitie     | Competitie | Competitie | Beker | Beker | Internationaal | Internationaal | Totaal | Totaal |
| Seizoen | Club               | Competitie     | Wed.       | Dlp.       | Wed.  | Dlp.  | Wed.           | Dlp.           | Wed.   | Dlp.   |
| ------- | ------------------ | -------------- | ---------- | ---------- | ----- | ----- | -------------- | -------------- | ------ | ------ |
| 2021/22 | Arsenal            | Premier League | 0          | 0          | 0     | 0     | —              | —              | 0      | 0      |
| 2022/23 | → Sparta Rotterdam | Eredivisie     | 6          | 0          | 0     | 0     | —              | —              | 6      | 0      |
| 2022/23 | → Wigan Athletic   | Championship   | 11         | 0          | 0     | 0     | —              | —              | 11     | 0      |
| 2023/24 | → Wigan Athletic   | League One     | 10         | 0          | 4     | 0     | —              | —              | 14     | 0      |
| 2023/24 | → Servette         | Super League   | 0          | 0          | 0     | 0     | —              | —              | 0      | 0      |
| 2024/25 | NK Maribor         | Niké Liga      | 15         | 1          | 1     | 0     | —              | —              | 16     | 1      |
| Totaal  | Totaal             | Totaal         | 42         | 1          | 5     | 0     | 0              | 0              | 47     | 1      |

Bijgewerkt op 16 mei 2025.

## Interlandcarrière
Rekik maakte zijn debuut in het Tunesisch voetbalelftal op 15 juni 2021, toen met 1–0 gewonnen werd van Mali in een vriendschappelijke wedstrijd door een treffer van Anis Ben Slimane. Rekik mocht van bondscoach Mondher Kebaier in de basisopstelling beginnen en hij werd na een uur spelen naar de kant gehaald ten faveure van Ali Youssef. In januari 2022 nam Kebaier de verdediger op in zijn selectie voor het uitgestelde Afrikaans kampioenschap 2021. Tunesië werd in de kwartfinale uitgeschakeld door Burkina Faso (1–0), nadat eerder in de groepsfase verloren was van Mali (0–1) en Gambia (1–0) en gewonnen van Mauritanië (4–0). In de achtste finales werd Nigeria verslagen met 0–1. Rekik speelde tegen Mauritanië en Nigeria mee. Zijn toenmalige clubgenoten Thomas Partey (Ghana), Mohamed Elneny (Egypte) en Nicolas Pépé (Ivoorkust) waren ook actief op het toernooi.
| Interlands van Omar Rekik voor Tunesië | Interlands van Omar Rekik voor Tunesië | Interlands van Omar Rekik voor Tunesië | Interlands van Omar Rekik voor Tunesië | Interlands van Omar Rekik voor Tunesië | Interlands van Omar Rekik voor Tunesië | Interlands van Omar Rekik voor Tunesië |
| №                                      | Datum                                  | Wedstrijd                              | Uitslag                                | Competitie                             | Goals                                  |                                        |
| Als speler bij Arsenal                 | Als speler bij Arsenal                 | Als speler bij Arsenal                 | Als speler bij Arsenal                 | Als speler bij Arsenal                 | Als speler bij Arsenal                 | Als speler bij Arsenal                 |
| -------------------------------------- | -------------------------------------- | -------------------------------------- | -------------------------------------- | -------------------------------------- | -------------------------------------- | -------------------------------------- |
| 1                                      | 30 maart 2022                          | Tunesië – Mali                         | 1 – 0                                  | Vriendschappelijk                      |                                        |                                        |
| 2                                      | 2 juni 2022                            | Tunesië – Mauritanië                   | 4 – 0                                  | AK 2021                                |                                        |                                        |
| 3                                      | 23 januari 2022                        | Nigeria – Tunesië                      | 0 – 1                                  | AK 2021                                |                                        |                                        |

Bijgewerkt op 16 mei 2025.